# Daldorfia rathbunae
Daldorfia rathbunae är en kräftdjursart som först beskrevs av De Man 1902.  Daldorfia rathbunae ingår i släktet Daldorfia och familjen Daldorfiidae. Inga underarter finns listade i Catalogue of Life.